# Jet4you
Jet4you war eine marokkanische Billigfluggesellschaft mit Sitz in Casablanca.

## Geschichte
Jet4you absolvierte am 26. Februar 2006 den ersten kommerziellen Flug. Die Fluggesellschaft war bis 2008 in Besitz von TUI (40 %), Attijariwafa Bank (20 %), SGMB (20 %) und Holiday Services (20 %). Zum 12. Juni 2008 übernahm TUI jedoch alle Anteile.
Am 10. Januar 2012 wurde bekanntgegeben, dass Jet4you vollständig in die Schwestergesellschaft Jetairfly integriert wird, die auch die Flotte und Strecken übernimmt. Jet4You bestand lediglich als Vertriebs-Webpräsenz weiter.

## Flugziele
Von den marokkanischen Flughäfen Marrakesch, Agadir, Casablanca, Tanger, Fès, Nador und Rabat wurden durch Jetairfly im Namen von Jet4you zum Beispiel Paris-Orly, Lyon, Marseille, Toulouse, Genf, Brüssel, Düsseldorf, Mailand, Frankfurt am Main, Bologna und Barcelona angeflogen.